# Mosoia albiceps
Mosoia albiceps is een hooiwagen uit de familie Assamiidae.